# The Mad Ghoul
The Mad Ghoul, noto anche con il titolo Mystery of the Ghoul, è un film del 1943, diretto da James Hogan, e prodotto dalla Universal Pictures.
In Italia il film è inedito.

## Trama

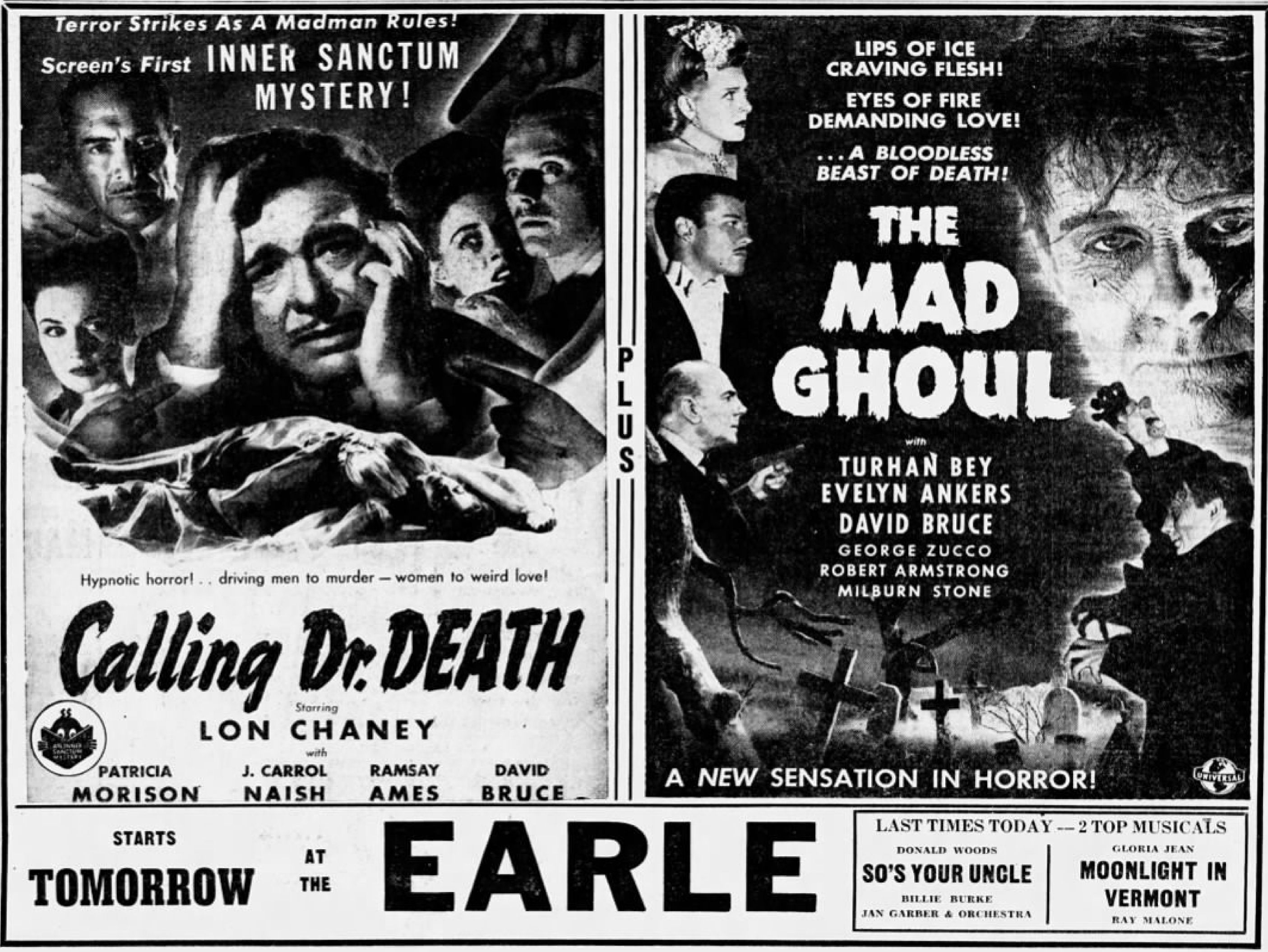
Pubblicità del film (a destra) da un giornale del 1944

Il dottor Alfred Morris vuole scoprire gli effetti di un antico gas nervino, utilizzato dai Maya durante i loro sacrifici umani in favore degli dei. Con la collaborazione dello studente in medicina Ted Allison come assistente dei suoi esperimenti, decide di testare l'effetto del gas su delle cavie animali. Tuttavia, nonostante l'entusiasmo di Ted per il successo ottenuto nel far "resuscitare" la scimmia Choco di Morris (che era morta poco tempo prima a causa dell'esposizione al gas) utilizzando il fluido del cuore di un'altra creatura, entrambi gli uomini sono innamorati della stessa ragazza, Isabel Lewis, fidanzata di Ted, e questo sarà motivo di contrasto.
Più tardi, la notte del primo esperimento, Ted porta Isabel a casa di Morris, dove il dottore viene a conoscenza dei suoi problemi e dubbi nella relazione con Ted. Egli parla alla ragazza, dicendole che merita un uomo che la apprezzi maggiormente, naturalmente intendendo proporsi egli stesso. Isabel, però, non vorrebbe ferire i sentimenti di Ted, e Morris le promette che si occuperà lui della situazione. All'insaputa di Isabel, il malvagio piano di Morris è di eliminare Ted esponendolo agli effetti del gas letale, trasformandolo in uno spirito dannato e senza pace, un "Ghul" simile a uno zombie che, come Choco, per continuare a esistere deve continuamente contare sul fluido di cuori umani (ottenuto eseguendo operazioni chirurgiche su persone appena morte). Questo fatto rende Ted e Morris complici in una serie di furti di tombe in diverse città, le stesse dove Isabel si esibisce come artista nel suo tour. Morris cerca di far tornare Ted a casa, ma Ted è impegnato a stare con Isabel ogni volta che è possibile, ogni volta che non è nel suo inconsapevole stato di "spirito". Ma quando Ted diventa di nuovo un ghul, Morris lo usa ancora una volta per cercare di uccidere l'unica persona che Isabel sembra davvero amare - Eric Iverson, suo collega e pianista. Anche se il suo tentativo non ha successo, Ted è in grado di ottenere un altro cuore, mantenendosi così in vita.
Alla fine la polizia, allertata dal reporter "Scoop" McClure, realizza che gli omicidi del misterioso "ghul" seguono le stesse tappe della tournée di Isabel. McClure cerca di mettere in atto una trappola nella città di Scranton, ultima data del tour di Isabel, fingendosi egli stesso una persona recentemente deceduta, e, attendendo nella bara l'arrivo del ghul, così da riuscire a catturare Ted e Morris. Tuttavia, Morris distrae McClure e Ted riesce a uccidere il giornalista.
Quando Isabel torna a casa, la polizia la interroga per chiederle come mai gli omicidi sono avvenuti tutti nelle città da lei visitate durante il suo tour. Anche se la ragazza dichiara di essere all'oscuro di tutta la faccenda, per un attimo riflette sul fatto che Ted e il dott. Morris sono le uniche persone che conosce che sarebbero in grado di eseguire degli interventi cardiaci come quelli praticati sulle vittime. In seguito si esibisce per il pubblico di casa, e Morris, in un ultimo tentativo di ottenere Isabel, manda Ted ad uccidere "prima Eric, e poi me stesso", come lui costantemente ripete sotto il suo incantesimo. Tuttavia, prima che Ted diventi un "ghul", è in grado di scrivere una lettera a Isabel che spiega cosa gli è successo e chi è l'autore di tutti gli omicidi. Inoltre, espone Morris al gas poco prima che ritorni al suo stato di ghul e se ne va per esaudire la richiesta finale di Morris. Salendo sul palco dove Isabel si trova, viene prontamente bloccato dagli investigatori, proprio mentre egli sta per sparare a Eric. Morris, nel frattempo prosciugato di quasi tutta la vita dal gas, riesce quasi a ottenere il fluido vitale da un altro cuore per se stesso, ma crolla mortalmente sulla tomba che sta scavando.

## Distribuzione

### Edizioni Home media
Ancora inedito in Italia, The Mad Ghoul è stato distribuito in formato VHS il 3 agosto 1994 negli Stati Uniti dalla Universal Studios Home Video. È stato distribuito in formato DVD per la prima volta, sempre negli Stati Uniti, il 7 ottobre 2014 dalla Willette Acquisition Corporation.

## Accoglienza
Il critico cinematografico e scrittore Leonard Maltin assegnò al film due stellette e mezzo su quattro, notando come il buon cast aiutasse lo svolgimento della macabra storia.
Dave Sindelar, nel sito web Fantastic Movie Musings and Ramblings, recensì positivamente la pellicola, commentando come la buona prova degli attori e una trama logica e ben strutturata, avevano contribuito a rendere il film "piacevole". Dennis Schwartz di Ozus' World Movie Reviews diede al film un voto B-, criticando la trama come "spiacevolmente sgradevole", ma commentò che le performance attoriali salvano il tutto.